# R4M

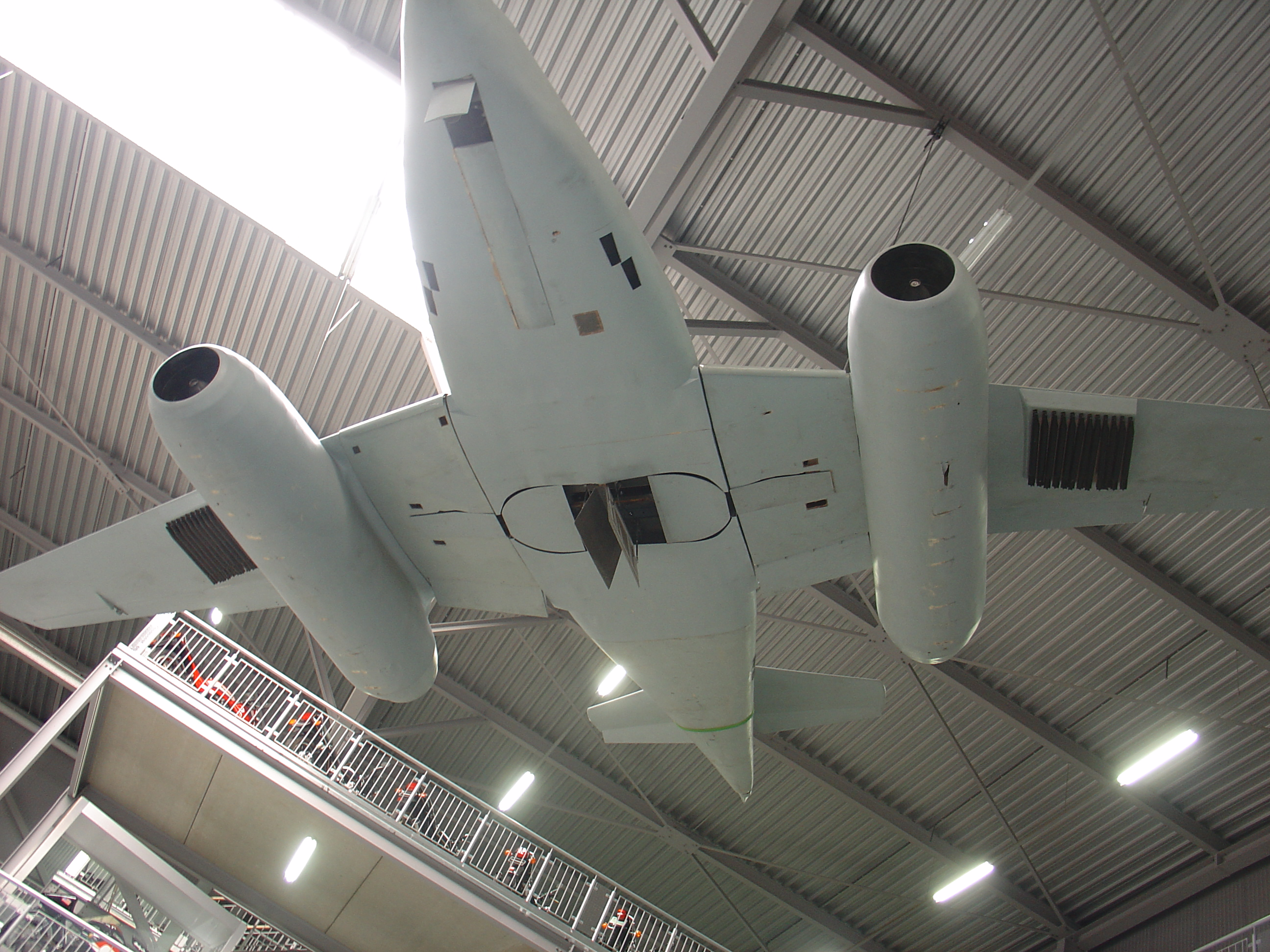
Me 262 com foguetes R4M sob as asas em exibição no Technikmuseum Speyer, na Alemanha

O R4M (em alemão:  Rakete, 4Kilogramm, Minenkopf), apelidado de Furacão (em alemão:  Orkan) devido ao seu rastro de fumaça característico quando disparado, foi um foguete antiaéreo. Foi desenvolvido pela Luftwaffe alemã durante a Segunda Guerra Mundial.
O foguete foi usado em várias aeronaves, incluindo no primeiro caça a jacto, o Messerschmitt Me 262.
A Luftwaffe descobriu que os mísseis R4M tinham uma trajetória semelhante às munições do canhão de 30 mm MK 108 em voo, então a mira Revi 16 B pôde ser utilizada.